# Colchester—Hants
Pour les articles homonymes, voir Colchester (homonymie).
Colchester—Hants fut une circonscription électorale fédérale de Nouvelle-Écosse. La circonscription fut représentée de 1935 à 1968.
La circonscription a été créée en 1933 avec des parties de Colchester et Hants—Kings. Abolie en 1966, elle fut redistribuée parmi les circonscriptions d'Annapolis Valley, Halifax—East Hants et Cumberland—Colchester-Nord.

## Géographie
En 1966, la circonscription d'Halifax—East Hants comprenait:
- Le comté de Colchester
- Le comté de Hants

## Députés
1. 1935-1945 — Gordon T. Purdy, PLC
2. 1945-1953 — Frank T. Stanfield, PC
3. 1953-1957 — Gordon T. Purdy, PLC
4. 1957-1967 — Cyril F. Kennedy, PC
5. 1967¹-1968 — Robert L. Stanfield, PC

- ¹ = Élections partielles
- PC = Parti progressiste-conservateur
- PLC = Parti libéral du Canada